# Ivan Levaï
Ivan Levaï, né le 18 mars 1937 à Budapest (Hongrie), est un journaliste de presse écrite, de radio et de télévision.

## Biographie

### Jeunesse
Ivan Levaï est né en 1937 à Budapest de mère juive et de père inconnu. Sa mère le fait baptiser catholique pour le protéger des persécutions.
Alors qu'il n'a que deux ans, sa mère et lui quittent la Hongrie pour se réfugier en France. Le petit Ivan est scolarisé à Paris au début de la Seconde Guerre mondiale. Après la mort de maladie à Paris de sa mère en 1941, Ivan est confié à l'OSE (Œuvre de secours aux enfants) qui le cache à la campagne pour le mettre à l'abri des persécutions antisémites du régime de Vichy. Il reçoit une instruction religieuse protestante, puis catholique.
À la fin de ses études, il devient instituteur, puis professeur de lettres. Il enseigne à l'école du dimanche le catéchisme pour les enfants protestants.

### Les débuts
Passionné par l'information, il rejoint en 1965 Christian Génicot (RMC) et Jean-Marie Dupont (chargé de la rubrique jeunesse au Monde) pour créer l'association Presse Information Jeunesse, l'APIJ. Il va y rencontrer de nombreux journalistes : Henri Poumerol (Radio Ortf), Albert du Roy (L'Express), Claude Gambiez (Le Figaro), Yves Agnès (Le Monde), Jacques Bouzerand (L'Aurore)...
Il se lance lui-même dans le journalisme. Il entre au Service de la jeunesse de l'ORTF et anime, en 1963 et 1964, une émission sur France Inter en compagnie de José Artur, Claude Dupont et Michel Godard : Les ardugos. Pendant ce temps, il participe aussi à la création de la deuxième chaîne de télévision avec l'émission Main dans la main. Toujours à l'ORTF, il est chargé, au sein du Service de la Recherche dirigé par Pierre Schaeffer, d'une émission de trois mois sur les premières associations de téléspectateurs.
En 1966, Ivan Levaï rejoint l'équipe de Françoise Giroud à L'Express où il devient auprès de Danièle Granet, responsable de la rubrique « Éducation-jeunesse ».
En 1968, Michel Péricard et Jean-Émile Jeannesson le chargent d'un magazine quotidien pour les jeunes, Contact, destiné aux téléspectateurs de la première chaîne de télévision.
En 1969, il est professeur « d'expression francaise » dans des lycées parisiens.[réf. nécessaire]
En 1971, il accompagne l'homme politique Edgar Faure au Chili et y rencontre Salvador Allende et Augusto Pinochet.

## Radio et télévision

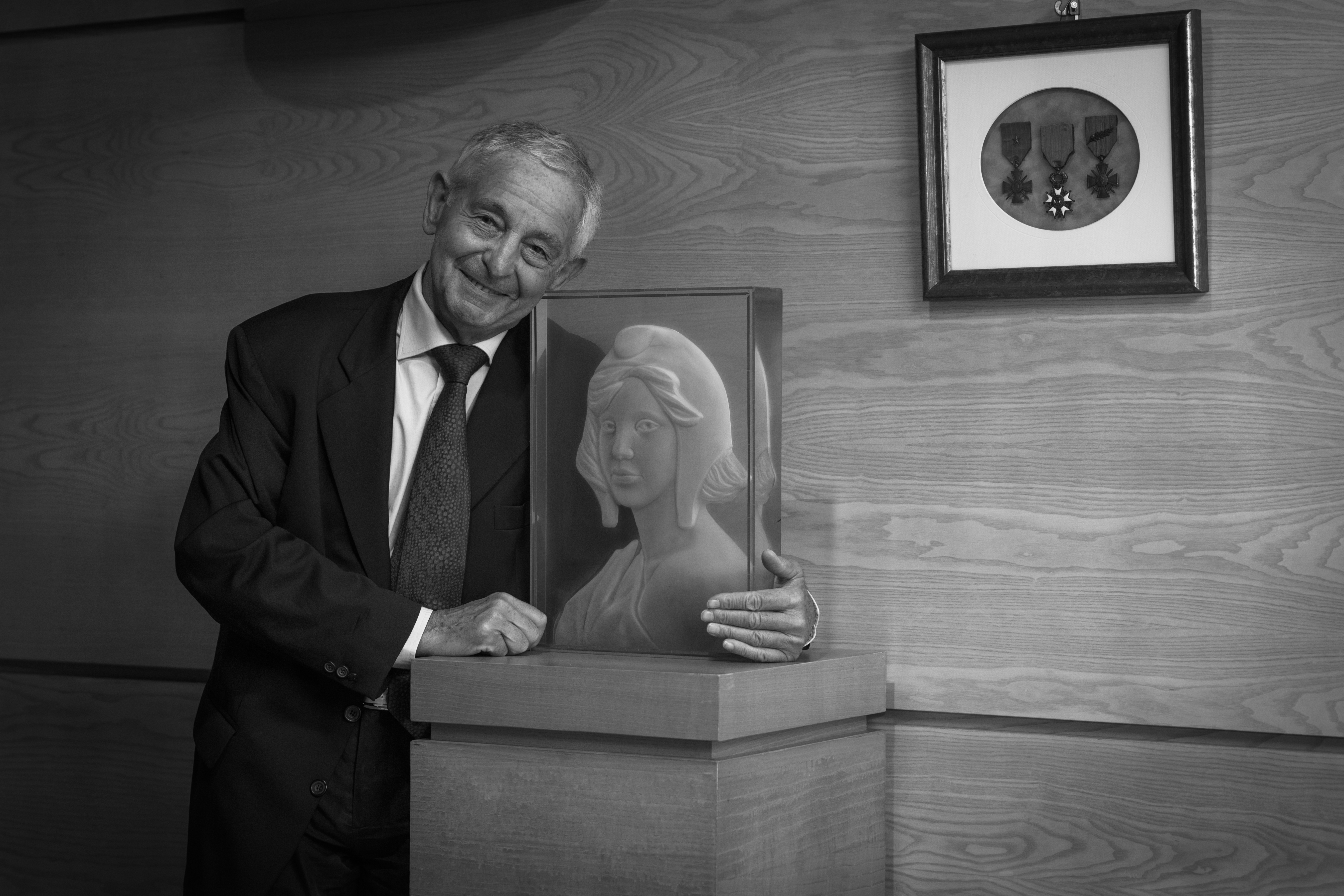
Ivan Levaï en octobre 2013 au Festival international de géographie.

Ivan Levaï poursuit sa carrière comme animateur à France Inter, avant de devenir chef du service politique d'Europe 1 (1972-1974), puis responsable de la revue de presse matinale sur les ondes d'Europe 1, et animateur de l'émission Expliquez-vous (1973-1984).
C'est à cette époque (1975-1976) qu'il collabore à l'émission de FR 3 Vendredi, avec Christine Ockrent et André Campana.
Décrit comme un « homme de gauche », il est un proche de François Mitterrand, dont il écrit, le 10 mai 1981, la déclaration d'élu.
En septembre 1981, il est nommé conseiller spécial du président délégué d'Europe 1 (Jean-Luc Lagardère) pour l'évolution des programmes de la station, puis est confirmé dans cette fonction en décembre de la même année par Pierre Barret. Il crée l'émission quotidienne (20 h à 23 h) Radio Libre à... en juin 1981. Il prend ensuite la direction de la rédaction d'Europe 1 (1983-1985). En février, il est chargé de mission à la cellule de réflexion à la télévision pour Europe 1, éditorialiste et responsable de la revue de presse. Il assure ces fonctions jusqu'en 1987.
Il assume ensuite la responsabilité des rédactions des quotidiens Le Provençal

et Le Soir (1987-1989).
Il retourne à Radio France en tant que directeur de l'information et responsable de la revue de presse du matin à France Inter (1989-1996). En juin 1996, le poste de directeur de l'information de Radio France est supprimé par son nouveau Président Michel Boyon.
Le 31 octobre 1996, il présente sa 1500e et dernière revue de presse quotidienne à France Inter.
Après avoir obtenu la direction déléguée du quotidien La Tribune en octobre 1997, Ivan Levaï lance la chaîne de l'Assemblée nationale baptisée LCP - Assemblée nationale en mars 2000. Il quitte la présidence la chaîne en 2003, sa gestion étant mise en cause,.

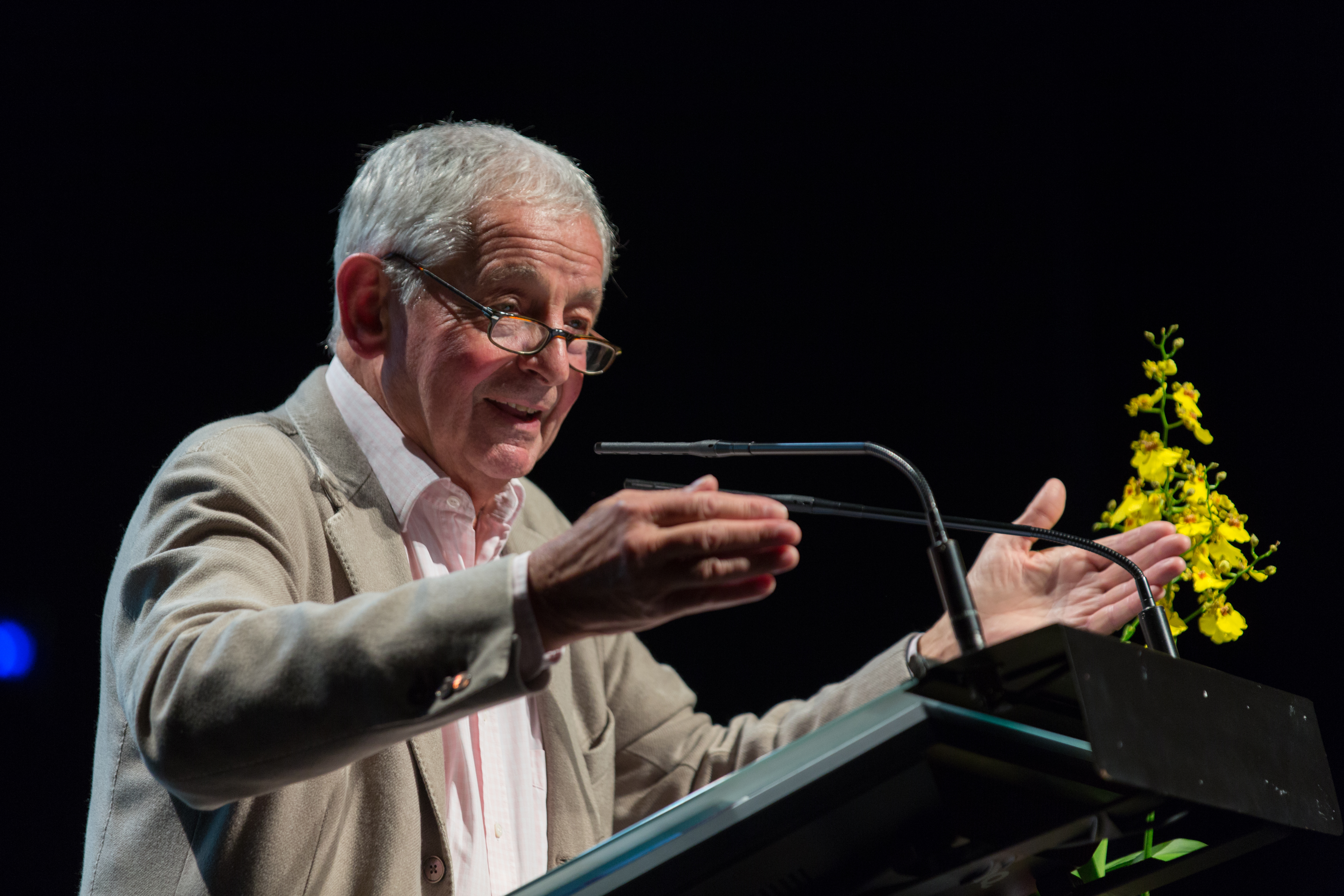
Ivan Levaï lors de la cérémonie de clôture du 24e Festival international de géographie le 6 octobre 2013.

En parallèle à la revue de presse de France Musique dont il est chargé depuis septembre 1999, Ivan Levaï relance l'historique magazine Tribune juive créé par des Juifs ashkénazes d'Alsace en 1945 sous une nouvelle présentation mensuelle en octobre 2004. Il en assure la direction de la publication avec Yves Azeroual comme rédacteur en chef. Pour son développement marketing, il s'appuie sur une équipe composée de Françoise Sampermans, Martine Heissler et Lisette Jacquemont. En janvier 2008, Pierre Besnainou, actionnaire principal du magazine, transfère le journal à son partenaire en affaires immobilières. Six mois après, Ivan Levaï et son équipe sont « débarqués » par le nouveau propriétaire et actionnaire unique qui s'installe à la direction avec sa propre équipe.
En automne 2005, il revient à France Inter où il produit et anime, avec Sophie Loubière, chaque samedi l'émission Intermedia, consacrée aux médias.
De l'automne 2006 à 2014, il présente la revue de presse Le Kiosque les samedis et dimanches matins (excepté pendant la période estivale) sur France Inter. Durant cette période il cite, au moins une fois chaque année, l'extrait du poème d'Éluard que le Président Georges Pompidou avait évoqué, et cité, le 22 septembre 1969, à propos de l'affaire Gabrielle Russier.
En 2014, Ivan Levaï est congédié de la station France Inter par la nouvelle directrice, Laurence Bloch,.
Il est président de l’Association Presse-Liberté.

## Vie privée
Ivan Levaï est le père de trois garçons : Marc, David et Élie. Divorcé d'Anne Sinclair, mère des deux plus jeunes, David et Élie, il est aujourd'hui l'époux de Catherine Turmot qui a été chef de cabinet de Michel Boyon, président du Conseil supérieur de l'audiovisuel de 2007 à 2013.

## Controverse
Venu défendre Dominique Strauss-Kahn sur France Inter dans le cadre de l'affaire concernant les accusations d'agression sexuelle portées par Nafissatou Diallo, Ivan Levaï a affirmé qu'« un viol, c'est avec un couteau ou un pistolet ». Il a toujours maintenu son avis selon lequel Dominique Strauss-Kahn serait innocent.

## Prises de position
En 2002, il co-signe une pétition demandant une « solution rapide et décente aux problèmes fiscaux de Françoise Sagan », condamnée pour une fraude fiscale sur ses revenus de 1994 et devant à l’État 838 469 €, en considérant que si « Françoise Sagan doit de l'argent à l’État, la France lui doit beaucoup plus : le prestige, le talent, un certain goût de la liberté et de la douceur de vivre ».

## Ouvrages
- Casse-croûte électoral, 1973.
- Israël, mon amour, Le Seuil, juin 2006.
- Et pourquoi pas ? Entretien avec François Michelin, avec Yves Messarovitch, 15 juin 2006.
- Peut-il y avoir une spiritualité sans Dieu ?, avec Jacqueline Costa-Lascoux et Paul Lombard, 19 octobre 2006.
- Cité Rouge avec Christiane Ben Barek, Anne Coudin, avril 2006.
- Vous devriez mettre une cravate bleue, octobre 2002.
- Les 577, des députés pour quoi faire ?, avec Paul Quilès (voir Assemblée nationale (France))
- La République des mots, Michel Lafon, avril 2001.
- Chronique d'une exécution, Le Cherche midi, 2011  (ISBN 9782749122588)
- Une minute pour conclure, Le Cherche midi, 2016

## Cinéma
- Reporters, de Raymond Depardon, 1981.
- Plus rien…, de Fabrice Nordmann, 2000.
- Opération Correa, épisode 1 : Les Ânes ont soif, de Pierre Carles, 2015.
- Les femmes et l'assassin, de Mona Achache et Patricia Tourancheau, Netflix, 2021.